# LifeTube
Lifetube (część Grupy Lifetube sp. z o.o.) – agencja influencer marketingu i największa lokalna sieć YouTube w Europie, z siedzibą w Warszawie. Zrzesza ponad 850 kanałów YouTube, mających łącznie 197 milionów subskrypcji, średnio generujących około 996 milionów wyświetleń miesięcznie. W 2019 roku opublikowała raport “6 kategorii 11 000 różnic” – pierwsze w historii polskiego YouTube’a opracowanie dotyczące różnych kategorii tematycznych polskich twórców wideo. 
W LifeTube zrzeszone są kanały takie jak: Aleksandra Żuraw, 7 metrów pod ziemią, Dawid Frank, Magda Bereda, Ja Rock,  Kameralnie, Busem Przez Świat, AdBuster, 20m2, SciFun, Ziemniak, Tivolt, Seto, Omatkoicórko, Panna Joanna, MaturaToBzdura.TV, Na Pełnej, Mówiąc Inaczej, Niekryty Krytyk i wiele innych (pełna baza twórców dostępna jest na stronie internetowej agencji).
Według informacji udostępnianych przez spółkę w 2018 roku LifeTube zrealizował 1359 kampanii z udziałem influencerów dla 321 klientów, a youtuberom zrzeszonym w sieci wypłacił łącznie 23 mln złotych (o 51% więcej niż rok wcześniej). Subskrypcje kanałów wzrosły o 60% w porównaniu do roku poprzedniego, a do sieci dołączyło też 73 nowych twórców.
Firma realizuje kampanie dla takich marek, jak: Coca-Cola, Disney, Intel, Durex, Play, PZU, McDonald’s, Castorama, Ubisoft, PizzaPortal, Samsung, Cheetos, Empik, Circle K, myTaxi, Wilkinson, Metaxa, Gordon’s, E. Wedel, Crunchips, L’Oréal, Lidl czy Dulux.

## Historia
LT Group sp. z o.o. powstała w 2013 z inicjatywy Barbary Sołtysińskiej i Radosława Kotarskiego. Na początku LT Group składała się z sześciu pracowników, obecnie firma zatrudnia 50 osób.
Za stworzenie i rozwinięcie LifeTube oraz zasługi dla rynku reklamy internetowej, Barbara Sołtysińska w 2015, podczas konkursu MIXX Awards IAB Polska otrzymała tytuł „Człowieka Roku”.
W 2016 stanowisko prezesa LifeTube objął Paweł Stano, a pakiet większościowy udziałów (ponad 51%) przejął polski fundusz inwestycyjny Altus TFI
W 2019 TalentMedia, spółka zależna Mediacap, podpisała umowę, na podstawie której zakupiła 1 660 udziałów spółki LT Group (LifeTube), stanowiących 79,05% udziałów w kapitale spółki  Wartość transakcji wyniosła 9,3 mln zł. Łącznie TalentMedia i LifeTube za 2018 rok zanotowały przychody w wysokości prawie 50 mln zł i posiadały 640 zrzeszonych kanałów YouTube z ponad 120 mln subskrypcji generujących ok. 800 mln wyświetleń miesięcznie. Po połączeniu LifeTube i TalentMedia tworzą największy podmiot świadczący usługi influencer marketingu w Europie Środkowo Wschodniej (CEE), odpowiadając za ponad 70% polskiego rynku influencerów.
W październiku 2019 roku spółka TalentMedia (należąca do holdingu Mediacap) przejęła 100% udziałów firmy Gamellon. Wspólnie, razem z LifeTube, spółki tworząc grupę LTTM. W jej skład wchodzą również dwie nowo powstałe marki: HubYT - kreator kampanii z youtuberami oraz Mellon Media - spółka produkująca wideo i własne formaty na YouTube. LTTM pod swoimi skrzydłami skupia 62% branży profesjonalnych youtuberów w Polsce.
W czerwcu 2020 roku Gameset i grupa LTTM (LifeTube, TalentMedia, Mellon Media) podpisały list intencyjny w sprawie fuzji spółek. Z połączonych zespołów działu gamingowego sieci LifeTube i spółki Gameset pod skrzydłami Pawła Stano, COO grupy LTTM, powstała największa w Polsce agencja profesjonalnego gaming marketingu z ponad 20 specjalistami na pokładzie i 265 gamerami w sieci partnerskiej generującymi 3 miliardy wyświetleń rocznie. W 2019 r. łączne przychody Gameset i działu gaming LifeTube’a wyniosły 20 milionów złotych.
Od grudnia 2024 roku prezesem zarządu jest Marcin Jeziorski.

## Eventy
LifeTube był organizatorem największych w Polsce wydarzeń skierowanych do fanów YouTube i gier komputerowych.  
W 2014 roku odpowiadał za organizację Video Fest. Pierwsza edycja festiwalu odbyła się 6 grudnia 2014 na warszawskim Torwarze i przyciągnęła około ośmiu tysięcy fanów. Na drugą edycję (16 maja 2015) przybyło około 10 tysięcy, trzecia edycja (18 czerwca 2016) zgromadziła około 12 tysięcy osób. IV edycja została przygotowana we współpracy z T-Mobile Warsaw Games Week, łącznie w imprezie wzięło udział 34 tysiące osób.